# 河合寺
河合寺（かわいでら）は、大阪府河内長野市にある真言宗御室派の寺院。あじさいの名所として知られる。

## 歴史
河合寺縁起によれば、当時、この地の山々に五色の雲が何日にも渡り棚引いていた。天皇の命により蘇我入鹿が調査すると、光が差している松の大木から千手観音菩薩の像があらわれたという。驚いた天皇の命により皇極天皇2年（643年）、蘇我入鹿が当寺を創建したといわれる。
承平（西暦931～937年）の頃、河南の三大名刹の一つとして知られていたが、その後、足利氏に攻め入られ大伽藍を焼失したり、織田信長による寺領の没収などにより衰退した。

## 周辺施設
河合寺の裏山一帯は、大阪府立の府営長野公園の一部となっており、山一面に広がる約500本の桜と山腹に約5000株のアジサイが咲く自然公園となっており、特に桜は大阪みどりの百選に選定されている。
奥の院の横にあるあじさい園にも展望台があるが、さらに450m登った所にも展望台がある。

## 文化財

### 重要文化財（国指定）
- 木造千手観音及び不動明王、毘沙門天立像
- 木造持国天立像
- 木造多聞天立像

このほか、静岡県・佐野美術館所蔵の木造大日如来坐像は河合寺に伝来したものである。